# Шен-де-л'Епін (гори)
Шен-де-л'Епін (фр. Chaîne de l'Épine) — гірський хребет гір Юра в департаменті Савойя на південному сході Франції, має завдовжки 20 км та тягнеться у напрямку північ – південь уздовж східного боку озера Егебелетт, від Коль-де-л'Епін на захід від Шамбері до західного краю гір Шартрез, поблизу комуни Лез-Ешель. На півночі хребет переходить у хребет Мон-дю-Шат уздовж західного берега озера Лак-дю-Бурже. На південному кінці хребет закінчується річкою Гієр.

## Географія
Шен-де-л'Епін і Дент-дю-Чат відокремлюють озеро Бурже (на сході та півночі) від Егбелетт (на заході та півдні). Найвища точка — Мон-Грель на висоті 1,425 м. Ще одна помітна вершина — Гратте-Кю 1,232 метра на північному кінці Мон-Грель.